# Paecilaema toledense
Paecilaema toledense is een hooiwagen uit de familie Cosmetidae.